# Solenocera africana
Solenocera africana är en kräftdjursart som beskrevs av Stebbing 1917. Solenocera africana ingår i släktet Solenocera och familjen Solenoceridae. Inga underarter finns listade i Catalogue of Life.